# Utiel
Utiel ist eine Stadt in der Comarca La Plana de Utiel-Requena, in der Valencianischen Gemeinschaft in Spanien. Sie hat 11.703 Einwohner (Stand: 2024). Die Einwohner Utiels nennt man (span.) utielanos/as.
Bekannt ist Utiel für den Weinbau durch die zahllosen Weinberge der D.O. Utiel-Requena.

## Geographie
Utiel befindet sich im Westen der Provinz Valencia 720 m ü. NN, etwa 80 km westlich von Valencia. Die Stadt liegt am Fluss Magro.

## Politik
Ergebnisse der Gemeinderatswahl 2011:
- PP: 9 Sitze
- PSOE: 6 Sitze
- Utiel Siglo XXI: 1 Sitz
- IU: 1 Sitz

Bürgermeister ist Ricardo Gabaldón Gabaldón (PP)

## Städtepartnerschaft
- Pertuis, Frankreich

## Persönlichkeiten
- Leonardo de Figueroa (* 1650; † 1730), Architekt
- Elías García Martínez (* 1858; † 1934), Maler
- José García-Berlanga Pardo (* 1886; † 1952), Rechtsanwalt und Politiker
- José Martínez Ortiz (* 1918; † 2009), Schriftsteller und Geschichtsforscher
- Antonio Cañizares Llovera (* 1945), Erzbischof von Valencia und Kardinal
- Màxim Huerta (* 1971), Autor, Journalist und Politiker
- Victor Ruiz Abril (* 1993), Fußballspieler